# Stibiose
 Mise en garde médicale
La stibiose est une pneumopathie et une pneumoconiose causée par l'exposition prolongée à des particules d'antimoine. Elle touche principalement les mineurs des mines contenant de l'antimoine ou de la stibine ou les ouvriers traitant des matériaux composés d'antimoine.

## Maladie professionnelle en France: 1983
Cette stibiose est reconnue en France, comme maladie professionnelle, depuis le 2 février 1983 , selon le régime général tableau 73.